# Transversion

Illustration d'une transversion : chacun des 8 nucléotides passe d'une purine à une pyrimidine (en rouge). Les 4 autres changements sont des transitions (en bleu).

La transversion, en biologie moléculaire, fait référence à une mutation ponctuelle de l'ADN dans laquelle une purine (à deux anneaux) (A ou G) est remplacée par une pyrimidine (à un anneau) (T ou C), ou vice versa. Une transversion peut être spontanée ou être provoquée par des rayonnements ionisants ou des agents alkylants. Elle ne peut être renversée que par une réversion spontanée.

## Rapport des transitions aux transversions
Bien qu'il existe deux transversions possibles mais une seule transition possible par base, les mutations de transition sont plus probables que les transversions car la substitution d'une structure à un seul anneau par une autre structure à un seul anneau est plus probable que la substitution d'un double anneau à un seul anneau. De plus, les transitions sont moins susceptibles d'entraîner des substitutions d'acides aminés (en raison de la paire de bases oscillantes) et sont donc plus susceptibles de persister en tant que «substitutions silencieuses» dans les populations en tant que polymorphismes mononucléotidiques (SNP). Une transversion a généralement un effet plus prononcé qu'une transition parce que la troisième position du codon nucléotidique de l'ADN, qui est en grande partie responsable de la dégénérescence du code, est plus tolérante à la transition qu'une transversion : c'est-à-dire qu'une transition est plus susceptibles de coder pour le même acide aminé.

## Transversion germinale spontanée
La 8-oxo-2'-désoxyguanosine (8-oxodG) est un dérivé oxydé de la désoxyguanosine et est l'un des principaux produits de l'oxydation de l'ADN. Au cours de la réplication de l'ADN dans la lignée germinale de souris, la base oxydée 8-oxoguanine (8-oxoG) provoque des mutations de transversion G à T spontanées et héréditaires. Ces mutations se produisent à différents stades de la lignée des cellules germinales et sont réparties sur l'ensemble des chromosomes.

## Conséquences des mutations de transversion
La localisation d'une mutation de transversion sur un gène codant pour une protéine est en corrélation avec l'étendue de la mutation. Si la mutation se produit sur un site qui n'est pas impliqué dans la forme d'une protéine ou la structure d'une enzyme ou de son site actif, la mutation n'aura pas d'effet significatif sur la cellule ou l'activité enzymatique de ses protéines. Si la mutation se produit sur un site qui modifie la structure ou la fonction d'une protéine, modifiant ainsi son activité enzymatique, la mutation peut avoir des effets significatifs sur la survie de la cellule.

## Transversions dues aux produits de dommages oxydatifs de la guanine
Parmi les bases azotées naturelles de l'ADN, la guanine est la plus sujette à l'oxydation. L'oxydation de la guanine, également connue sous le nom de dommages oxydatifs à la guanine, entraîne la formation de nombreux produits. Ces produits déclenchent des mutations, entraînant des dommages à l'ADN, et peuvent s'associer à l'adénine et à la guanine par liaison hydrogène, provoquant respectivement des transversions GT et des transversions GC.

## Transversion et mutations p53 dans les cancers associés au tabagisme
La mutation du gène P53 est la mutation génétique la plus courante trouvée dans les cellules cancéreuses. Une étude a montré que les mutations de p53 sont courantes dans les cancers liés au tabac, avec une variation de la quantité de transversions de GT dans le cancer du poumon chez les fumeurs et les non-fumeurs. Dans le cancer du poumon des fumeurs, la prévalence des transversions GT est de 30 % contre 12 % chez les non-fumeurs. Dans de nombreux points chauds de mutation p53, un grand nombre de mutations sont des événements GT dans les cancers du poumon, mais presque exclusivement des transitions GA dans des cancers non liés au tabac.